# Padilla (Oper)
Padilla o El asedio de Medina (dt.: „Padilla oder Die Belagerung von Medina“) ist eine spanischsprachige Opera seria (Originalbezeichnung: „Drama lírico“) in zwei Akten und drei Bildern mit Musik von Joaquín Espín y Guillén nach einem Libretto von Gregorio Romero Larrañaga. Die Uraufführung des ersten Bilds fand am 9. Juni 1845 im Teatro del Circo in Madrid statt.

## Inhalt
Die folgende Inhaltsangabe basiert auf dem Vorwort des gedruckten Librettos von 1845.
Historischer Hintergrund der Oper ist die Belagerung der spanischen Stadt Medina del Campo während des Comuneros-Aufstands im Jahr 1521 zur Zeit König Karls I. von Spanien. Als dieser während seiner Abwesenheit seinen früheren Lehrer, Kardinal Adrian von Utrecht, mit der Regentschaft des spanischen Territoriums beauftragte, kam es aufgrund der Schikanen und auferlegten Steuern zu Volksaufständen. Toledo zählte zu den ersten Städten, in denen der Ruf nach Unabhängigkeit erklang, und die sich erhoben, um ihre Rechte zu wahren. Segovia folgte diesem Beispiel, und der denkwürdige Alcalde Ronquillo wurde vor ihren Mauern vom Stadtbürger Juan de Padilla geschlagen. Um diese Niederlage zu rächen, befahl Kardinal Adrian dem vom Kaiser ernannten obersten General der Streitkräfte, Antonio Fonseca, die Stadt Medina del Campo zu belagern, in der einige der Rebellen Zuflucht gesucht hatten. Zudem wollte man die dortigen Waffendepots in Besitz nehmen. Die Stadtbewohner verweigerten den Truppen jedoch sowohl den Zutritt zur Stadt als auch die Auslieferung der Waffen.

### Erster Akt, erstes Bild (erster Akt)

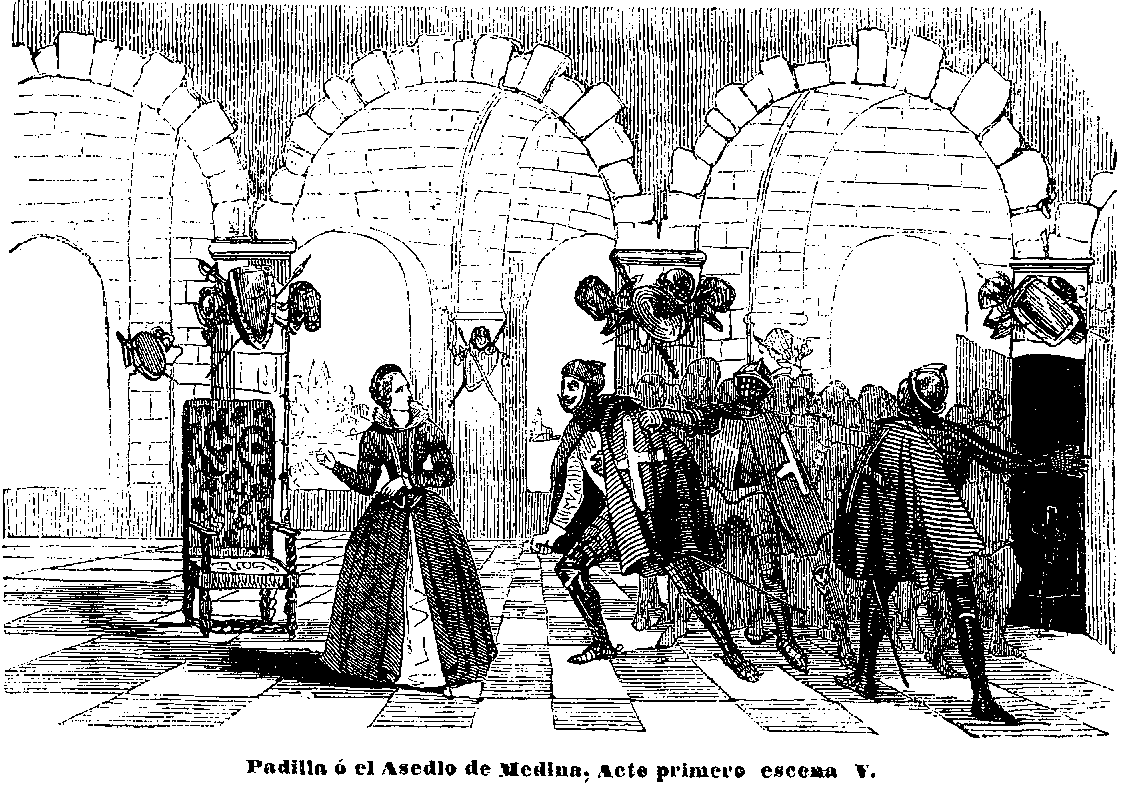
Szenenbild aus dem ersten Akt, Szene 5

Zu Beginn der Oper beklagen die Einwohner Medinas ihre Leiden während der langen Belagerung und ihren unvermeidlich drohenden Untergang. Die Ankunft von Padillas Gattin Doña María Pacheco gibt ihnen wieder Mut und die Hoffnung auf Rettung durch den unbesiegbaren Padilla. General Fonseca kommt heimlich in die Stadt, um sich Marías, die er liebt, zu bemächtigen. Doch die Verschwörer verkünden die Ankunft des Helden. Beim Klang der Trompeten ergreift Fonseca schmachvoll die Flucht, da er seine Pläne gescheitert sieht.

### Erster Akt, zweites Bild (zweiter Akt)
Padilla und seine Frau fallen sich in die Arme. Er beruhigt die Einwohner Medinas, indem er ihnen die von ihm vereinigten kampferprobten Truppen präsentiert. Ein Bote verkündet, dass mehrere verkleidete Männer festgenommen wurden. Als diese zum Padilla gebracht werden, erkennt dieser seinen Rivalen – doch seine Rache besteht in Vergebung. Er begnügt sich damit, ihn zu einem späteren Duell auf Leben und Tod zu fordern, und lässt ihn frei zu seinen Leuten gehen, um ihn später mit größerem Ruhm zu besiegen.

### Zweiter Akt (dritter Akt)
Wachen erwarten die Morgendämmerung, um das Signal zum Kampf zu geben. Die Mädchen weinen über das Glück, dass der Himmel vielleicht für sie vorsieht. Padilla ermutigt seine Tapferen und ersehnt den Moment, an dem er sich an seinem Rivalen rächen kann. Dieser kommt, und er bereitet sich zum blutigen Duell vor, als María erscheint und ihn erkennen lässt, dass es edler sei, für das Vaterland zu sterben als aus persönlichen Motiven, und würdiger, sein Blut für die Freiheit zu vergießen als für eine Rache. Die Soldaten erkennen die Größe dieser Worte und verteilen sich, um ihre jeweiligen Truppen anzuspornen. Doña María betet unterdessen mit den Frauen Medinas um den Triumph der guten Sache und ihres Gatten. Die Schlacht wird ausgetragen, und Padilla ist am Ende siegreich. Die Kaiserlichen haben jedoch die Stadt in Brand gesetzt, deren Flammen nun den Sieg illuminieren. Dort schwören die Bürgerlichen, ihre Unabhängigkeit stets mit gleicher Kraft zu verteidigen.

## Werkgeschichte
Der Komponist schrieb diese Oper als frühes Beispiel für eine ernste Oper in spanischer Sprache. Bei der Uraufführung des ersten Bilds sangen die Sopranistin Isabella Ober-Rossi (María), der Tenor Enrico Tamberlik (Fonseca) und der Bass Vicente Barba (Sandoval). Es gab zwar Publikumsapplaus, doch zeigte anschließend niemand Interesse an einer vollständigen Aufführung. Das Werk geriet schnell in Vergessenheit. Francisco Asenjo Barbieri schrieb, dass Espín y Guillén selbst so stolz darauf war, dass er „jedes Mal, wenn ihn ein Freund besuchte, diesen an sein Klavier führte und ihm die Ouvertüre vorspielte“.
Die Partitur ist nicht vollständig erhalten.